# Reitzia smithii
Reitzia smithii är en gräsart som beskrevs av Jason Richard Swallen. Reitzia smithii ingår i släktet Reitzia och familjen gräs. Inga underarter finns listade i Catalogue of Life.